# Оларь, Андрей (старший)
Андрей Оларь (рум. Andrei Olari) — советский, молдавский и российский регбист и игрок в регбилиг, известный по выступлениям за молдавскую команду «Тирасполь» и клубы чемпионата Франции.

## Биография
В 1990 году Андрей Оларь в составе клуба «Тирасполь» выиграл первый Кубок СССР по регбилиг, одолев в финале команду «Московские маги» со счётом 24:10. Он набрал в двух встречах против московского «Спартака» и «Московских магов» 56 очков благодаря 7 попыткам, 13 реализациям и 2 дроп-голам, что принесло ему титул лучшего бомбардира Кубка СССР. Он же в 1992 году в составе сборной России выступил в двух тест-матчах против ЮАР, в которых Россия одержала победы.
В дальнейшем Оларь выступал за французские клубы, в том числе и за команду «Тулуз Олимпик»: в сезоне 1999 он набрал 12 очков в 35 встречах Суперлиги. В 1995 году он сыграл на турнире развивающихся сборных по регбилиг за сборную Молдавии. В 2000 году Андрей был приглашён в сборную России сыграть на чемпионате мира по регбилиг в Англии. и провёл три матча на турнире.
Сын Андрея, Андрей Оларь-младший, выступал в том же клубе регбилиг «Тулуз Олимпик» в 2011 году, с 2014 года переключился на регби-15 и стал игроком одесской команды «Политехник».